# Le Aquile della steppa
Le Aquile della steppa è un romanzo di Emilio Salgari, scritto e pubblicato in 33 puntate fra il 1905 ed il 1906 sul giornale Per terra e per mare da lui stesso diretto.

## Trama
L'inizio è in medias res: un mestvire (cantastorie) sta tentando di sfuggire all'inseguimento di un intero villaggio del popolo dei Sarti, ma il possente Tabriz monta a cavallo, lo raggiunge e lo fa prigioniero. Scopriamo che il mestvire è il capo di una pericolosa organizzazione di banditi, le "Aquile della steppa", che poche ore prima avevano rapito e portato via la giovane Talmà, proprio durante la cerimonia di nozze che la doveva destinare in sposa a Hossein, il nipote di Giah Agha, uno dei più potenti beg (capi) della steppa. Il mestvire è ricondotto nel villaggio e ucciso con un temibile metodo di tortura. A questo punto inizia un lungo flashback che spiega come il rapimento sia stato organizzato dal cugino di Hossein, Abei, invidioso della bellezza, della forza e della fortuna del suo parente. Il piano di Abei è quello di rapire Talmà con l'aiuto delle Aquile della steppa, per poi fuggire e sposare lui stesso la giovane. Il piano però non riesce del tutto, perché le Aquile incontrano una resistenza più tenace del previsto da parte dei servi di Talmà, e sono costrette a rinviare il rapimento al giorno successivo, quello delle nozze. Il rapimento riesce effettivamente, ma Abei non ha occasione di allontanarsi assieme alle Aquile, venendo quindi costretto a rimanere presso il beg e presso suo cugino facendo buon viso a cattivo gioco (non mancando però di destare alcuni sospetti nel beg).
Una spedizione viene subito organizzata per andare ad inseguire le Aquile: vi prendono parte anche Hossein col suo fedele aiutante Tabriz, ed anche Abei (che il beg ordina di tenere d'occhio). La comitiva parte alla volta della cittadina di Kitab, dove, secondo le informazioni raccolte, si sarebbero dirette le Aquile con Talmà. Una volta giunti nella cittadina tuttavia insorge una complicazione, perché i russi stringono d'assedio Kitab (per punire il suo beg che si era ribellato), costringendo quindi Hossein, Tabriz ed Abei a rimanere entro le mura e combattere, mentre Talmà era stata condotta dalle Aquile su una montagna vicina pochi istanti prima che venissero chiuse le porte della città. Le sorti della battaglia volgono a favore degli assedianti, e così Hossein e i suoi decidono di tentare una sortita disperata per oltrepassare le linee nemiche e uscire dalla città: è qui che Abei coglie un'occasione molto propizia per mettere fuori gioco suo cugino e Tabriz, sparandogli alle spalle e consegnandoli di fatto quindi alla mercé dei russi; inoltre riesce ad infilare nella tasca di Hossein dei falsi documenti compromettenti che proverebbero che Hossein sia una spia. Abei riesce così a fuggire, prende in consegna Talmà e fa ritorno presso il villaggio di Giah Agha per sposarla, convinto ormai che Hossein sia morto o quantomeno deportato in Siberia (la sorte dei nemici politici dei russi).
Hossein e Tabriz tuttavia sono rimasti solo feriti dai colpi di pistola di Abei, e una volta curati dai russi, vengono condotti prigionieri verso una città a qualche miglio di distanza da Kitab. Durante la traversta della steppa si scatena la burana, una devastante tempesta di sabbia che travolge la carovana dei russi e permette ai due protagonisti di fuggire e mettersi in salvo nel trambusto generale. Hossein e Tabriz cominciano così il lungo percorso a piedi per tornare al proprio villaggio; non sono soli, tuttavia: ben presto si unisce a loro Karawal, un'Aquila della steppa travestita da loutis (ammaestratore di scimmie, molto comuni nella steppa), messasi sulle tracce dei due per accertarsi che fossero davvero morti, e nel caso in cui non lo fossero provvedere egli stesso. Il loutis, che dichiara di conoscere molto bene la steppa, conduce i protagonisti verso una stazione di pescatori sul fiume Amu Darya dove era d'accordo con i soldati uzbeki: questi avrebbero atteso lì l'arrivo di Hossein e Tabriz per poi prenderli d'assalto ed eliminarli. L'imboscata però fallisce, perché i protagonisti trovano un'insperata e nascosta via di fuga sotterranea, con la quale riescono a portarsi alle spalle del drappello di uzbeki e disperderlo cannoneggiandolo a sorpresa. Fatto ciò, non resta che fare ritorno presso il villaggio del beg, dove una volta giunti, Giah Agha capisce di essere stato ingannato da Abei e lo uccide. Hossein può così sposare la sua amata Talmà.

## Personaggi
Nel libro appare una discreta quantità di personaggi, anche se la maggior parte viene solo nominata oppure ha uno spazio modesto, come il beg di Kitab o Sagadska (un capo tribù della steppa). A tratti può quasi essere considerata come un personaggio anche la steppa, che nella parte finale del libro si oppone all'incedere dei protagonisti con le sue privazioni dettate dall'assenza di acqua e cibo, dal sole cocente e dalla presenza di animali feroci. Non svolge tuttavia un ruolo costante di antagonista come accade ad esempio in Al Polo Australe in velocipede, dove l'Antartide è il vero antagonista della vicenda, opponendosi strenuamente al compimento della missione da parte dei protagonisti.
- Hossein: nipote di Giah Agha, è il protagonista della storia in quanto è suo il matrimonio mandato a monte dalle Aquile ed è lui il capo della spedizione di soccorso a Talmà; Salgari ce lo descrive come un «...giovane di vent'anni. [...] La sua statura era alta e slanciata [...]; il suo viso bellissimo, con occhi molto neri, vividi, sormontati da folte sopracciglia, così nere che pareva che fossero state tinte coll'antimonio, con una bella bocca che una fanciulla gli avrebbe invidiato, ombreggiato da due baffetti castani che terminavano in due punte ardite.» Tuttavia alla bellezza fisica e alla nobiltà d'animo, a seguito del rapimento di Talmà succedono una crisi di disperazione e scoramento, quasi sull'orlo della follia. In più situazioni è il suo servo Tabriz a doverlo spronare per fargli coraggio ed anche a tirarlo fuori dalle situazioni più spiacevoli, e sebbene animato da un forte desiderio di vendetta, solo con l'aiuto altrui riesce a uscire alla fine vincitore. È in questo senso un eroe ben diverso dai grandi eroi salgariani come Sandokan o il Corsaro Nero, sempre i primi a lanciarsi con coraggio in ogni audace impresa senza mai perdersi d'animo.
- Tabriz: l'aiutante di Hossein è il factotum del romanzo, ed è solo grazie a lui se Hossein riesce a uscire vivo e trionfante da ogni situazione di pericolo. Salgari lo presenta così: «...un turcomanno di aspetto brigantesco, di statura erculea, con una gran barba rossiccia ed ispida e due occhi grifagni. Indossava il costume delle basse classi». Con Tabriz e Hossein viene quindi a decadere il topos dell'eroe che rappresenta la mente ed il suo servo che rappresenta il braccio, perché Tabriz è sia mente sia braccio in ogni occasione. È lui a catturare il mestvire fuggente, a portare in braccio Hossein quando questi è senza forze, a fargli bere il suo sangue per dissetarlo, a uccidere gli animali selvatici nella steppa e a scoprire il passaggio segreto che permette alla coppia di uscire dallo scacco sotto cui la tenevano i soldati uzbeki.
- Abei: il grande antagonista della storia, il cugino di Hossein ci viene descritto come «...un giovane di statura appena superiore alla media, dal colorito giallo pallido e di forme esili, con addosso un costume molto appariscente». In queste poche parole è racchiusa la caratterizzazione del personaggio: pur essendo una persona di rango importante, non eccelle per alcuna caratteristica sentendosi quindi inferiore (soprattutto a suo cugino); il vestito appariscente vuole compensare la sua mediocrità fisica e caratteriale. E ancora: «I suoi occhi [...] non possedevano quello sguardo fiero e limpido che si osserva in quasi tutti i turcomanni; avevano invece qualche cosa di ambiguo, di falso, che metteva un certo malessere in chi doveva per qualche istante sostenerlo. [...] il suo naso era molto adunco, la bocca assai larga con labbra sottilissime atteggiate ad un mezzo sorriso niente franco». Abei non manca mai di dimostrare la sua viltà, non solo tradendo la fiducia del cugino strappandogli quanto di più prezioso possedesse (Talmà), ma anche ad esempio sparandogli alle spalle e cercando di fuggire da Kitab prima che l'assedio abbia inizio. Qualsiasi riferimento a lui da parte di Salgari è in chiave negativa, e a differenza di alcuni antagonisti come Suyodhana (nel ciclo dei Pirati della Malesia) o Haradja (in Capitan Tempesta), non dimostra nemmeno di possedere una spiccata intelligenza: è infatti il suo uomo di fiducia Karawal ad avere in mano le redini dell'inganno ordito contro Hossein.
- Giah Agha: il beg è uno dei capi più potenti e rispettati dell'intera steppa turcomanna. Famoso per le sue imprese di guerra in gioventù, ha mantenuto intatti il suo coraggio, la sua lealtà e il senso dell'onore. Dotato di una vispa intelligenza (è l'unico a notare qualcosa di sospetto in Abei), è lui ad uccidere Abei decapitandolo con un colpo di spada a fine libro, come a dire che la giustizia del beg si è abbattuta sul colpevole di alto tradimento.
- Karawal (o Karaval): secondo antagonista in ordine di importanza dopo Abei, ne rappresenta, anche qui, il braccio e la mente. Suo è il piano di portare Hossein presso il villaggio di pescatori uzbeki ed è lui stesso a metterlo in pratica conducendovelo. Non è peraltro colpa sua se la trappola fallisce, ma piuttosto degli sprovveduti soldati uzbeki. Alla fine il suo lato malvagio viene condannato da Salgari, perché Karawal pur di salvare la pelle è disposto a tradire Abei confermando di aver agito per ordine di lui. La punizione per questa viltà è la morte, che gli infligge Tabriz (ovvero il suo corrispettivo dalla parte buona). Assistiamo quindi ad un interessante spostamento delle responsabilità dai due capi ai due servi; sono loro a direzionare i fatti del libro, mentre i loro padroni si lasciano trasportare dagli eventi.
- Talmà: come Elena di Troia, è l'oggetto della discordia perché dal suo rapimento ha origine l'intera vicenda. Nelle poche pagine in cui compare, Salgari la descrive come una ragazzina di quindici anni, di una bellezza straordinaria pari al suo amore per Hossein ed al suo coraggio: come la maggior parte delle figure femminili in Salgari, prende parte attiva nelle scene d'azione dimostrando di possedere quantomeno lo stesso ardore della sua controparte maschile. Nel suo caso, combatte contro le Aquile che assediavano la sua casa per rapirla, uccidendone anche un buon numero con il fucile. Rimane in seguito fedele a Hossein, rifiutandosi di sposare Abei anche quando questi le fa credere che il suo amato sia morto.

## Temi e caratteristiche
La struttura del libro è molto particolare rispetto al resto della produzione salgariana: difatti, dopo un inizio concitato nel mezzo di una caccia all'uomo, comincia un lunghissimo flashback che dura dal secondo al decimo capitolo, in cui spiegano gli eventi che hanno portato al rapimento di Talmà. In Salgari i flashback sono solitamente rarissimi e perlopiù di molto breve durata; l'unico precedente di una certa consistenza è Il capitano della Djumna del 1897. Inoltre nel capitolo III il falso mestvire si esibisce nel racconto di una lunga storia d'amore, che va quindi a costituire una "storia nella storia" per prolungare l'attesa dello spettatore, altra tecnica poco esplorata da Salgari.

Nel libro vi è una netta prevalenza degli ambienti esterni, principalmente della steppa.

Tema fondamentale del libro è la rivalità fra due uomini per la stessa donna, così come avviene per moltissime altre opere dello scrittore veronese. La conclusione vede come sempre la vittoria del buono e la punizione del cattivo.
Nel primo capitolo, troviamo la descrizione (e l'esecuzione) di uno dei molti metodi di tortura presenti nei libri di Salgari: in questo caso, il mestvire viene inserito in una buca con mani e piedi legati per non permettergli di uscire; in seguito si riempie la buca di gesso e ci si versa sopra dell'acqua, in modo che al contatto con essa il gesso si espanda fino a soffocare la persona rinchiusa nella buca. La spettacolarità del primo capitolo (che si apre con l'inseguimento del mestvire stesso) si spiega anche per questioni meno letterarie e più promozionali: doveva servire per accattivarsi l'interesse dei lettori del giornale.

Il libro, come peculiare dell'autore, presenta qua e là digressioni sull'ambiente dove si svolge la vicenda e su storia e tradizioni delle popolazioni coinvolte; in particolare, ampio risalto è dato alla celebrazione dei matrimoni nella steppa turchestana, visto anche che il matrimonio (interrotto) tra Hossein e Talmà è all'origine dell'intera storia. Un particolare curioso viene dal fatto che secondo la tradizione descritta da Salgari, una delle fasi salienti di questi matrimoni è l'inscenazione di un rapimento della sposa da parte dei suoi parenti, con lo sposo che dovrà andare a riprendersela "combattendo" contro di loro: in questo caso questa tradizione anticipa quello che avverrà poi per davvero, cioè il rapimento di Talmà da parte non dei genitori ma delle Aquile della steppa, con Hossein che dovrà combattere per davvero per liberarla.

Elemento ricorrente nell'arco del libro è l'assedio: se ne trovano ben cinque, ovvero l'assedio della casa di Talmà da parte delle Aquile, l'assedio di Kitab da parte dei russi, l'assedio ai danni di Karawal attuato da due animali feroci nell'oasi, l'assedio condotto dai leoni contro i protagonisti nella steppa, e infine l'assedio da parte dell'esercito uzbeko alla capanna dove si trovano Hossein e Tabriz.

Anche in quest'opera Salgari non perde occasione di esprimere la sua disapprovazione verso le grandi potenze imperialiste europee: vittima dei suoi attacchi è stavolta la Russia zarista, dato che "l'avida zampa dell'orso moscovita" tenta nelle pagine del libro di estendere la propria influenza sulla steppa centroasiatica. In numerose occasioni Salgari riprende quest'immagine per criticare le ingerenze russe sull'autonomia dei popoli della steppa.

Nel libro è presente un'inconsueta (per Salgari) scena di vampirismo, sebbene mascherato: dopo la tempesta di sabbia, Hossein rischia di morire di disidratazione, e per rimetterlo un po' in forze, Tabriz decide di aprirsi una vena e obbliga il suo padrone a berne il sangue.

Il libro si chiude con la scena della vendetta ai danni di Abei e non si spinge fino a raccontare il nuovo matrimonio tra Hossein e Talmà, anche perché questo era già stato raccontato (seppur finito male) nella prima parte del libro.
A questo romanzo potrebbe essersi liberamente ispirato il regista Amerigo Anton per il suo film I predoni della steppa del 1964, con Ombretta Colli e Moira Orfei.

## Incongruenze salgariane
I refusi e le incongruenze tra quanto affermato in un punto del libro e quanto affermato in un altro, dovuti alla fretta con cui Salgari doveva terminare i propri libri per onorare i vari contratti firmati con diversi editori, compaiono qui in quantità ancora maggiore che in molte altre sue opere. La confusione viene fatta principalmente sulla distanza fra la casa di Talmà e la tenda del beg Giah Agha (linea sulla quale si sviluppano tutti i movimenti dei primi dieci capitoli del libro). Il mestvire (che è il capo delle Aquile) parte dalla tenda del beg a piedi perché deve comunicare alle Aquile l'ordine di attaccare la casa di Talmà; Salgari dice che la distanza tra i due luoghi è di due ore a cavallo, quindi non si spiega come sia possibile che il mestvire a piedi arrivi a casa di Talmà molte ore prima di Hossein, che parte a cavallo solo un'ora dopo il mestvire. Inoltre nel capitolo V Hossein e Tabriz, secondo quanto affermato da Salgari, si trovano a un quarto d'ora di strada dalla casa di Talmà; peccato che poche righe dopo si dica che i due cavalieri hanno successivamente cavalcato un'altra mezz'ora e senza ancora arrivare nei pressi dell'abitazione, per poi percorrere a piena velocità ancora molte miglia prima di raggiungere la casa della promessa sposa.
Sempre in questo capitolo si verificano anche due fenomeni molto strani: Hossein e Tabriz odono dei colpi d'archibugio nonostante si trovino a tre miglia di distanza dal posto dove sono stati sparati e soprattutto siano nel mezzo di una bufera di sabbia. Poco più avanti i due fanno l'incontro di una banda di lupi: dapprima i lupi non li attaccano perché secondo Salgari sanno di non poter competere in velocità con i due cavalli montati dai protagonisti; poco dopo però appena i protagonisti si allontanano i lupi si lanciano al loro inseguimento, riuscendo persino a tenere il loro passo.
Anche le tempistiche del matrimonio sono poco chiare: i vari riti sono terminati al tramonto, momento in cui è avvenuto il rapimento di Talmà. Successivamente si sono verificati i seguenti avvenimenti: inseguimento infruttuoso delle Aquile che avevano rapito Talmà, ritorno al villaggio dei Sarti, ricerca del mestvire, inseguimento del mestvire e suo supplizio. Nonostante ciò, dopo tutti questi fatti, nel capitolo X c'è ancora il tramonto ("l'oscurità cominciava a invadere la stanza").
Nel 19º capitolo le truppe dell'esercito uzbeko hanno l'ordine di vigilare attentamente su Hossein e Tabriz fatti prigionieri, eppure poche righe dopo i due discorrono tranquillamente e ad alta voce fra loro, preparando un piano di fuga. Nel capitolo XXII si assiste a questo dialogo tra Tabriz e Hossein: "E se le Aquile le avesse assoldate lui [Abei]? Hai pensato a questo, mio signore?" [...] "Tabriz, quale spina mi cacci nel cuore?". Il problema è che solo qualche riga più indietro i due avevano dato per scontato che il mandante fosse proprio Abei.
Piccola svista anche nel capitolo XV: i russi stanno per distruggere le ultime difese di Kitab, e Salgari afferma che "Un improvviso scoramento si era impadronito degli assalitori"; naturalmente lo scoramento si era in realtà impadronito degli assaliti ormai sconfitti.

## Edizioni
Fonte: Catalogo del Servizio Bibliotecario Nazionale.
- Emilio Salgari, Le Aquile della steppa, con 18 illustrazioni di Arnaldo Tanghetti, Genova, Donath, 1907,  p. 272.
- Emilio Salgari, Le Aquile della steppa, con 18 illustrazioni di Arnaldo Tanghetti, Milano, Vallardi, 1922,  p. 233.
- Emilio Salgari, Le Aquile della steppa, con 12 tavole di Luigi Togliatto, Torino, Viglongo, 1947,  p. 203.
- Emilio Salgari, Le Aquile della steppa, Milano, Vallardi, 1955,  p. 208.
- Emilio Salgari, Le Aquile della steppa, Roma, Le edizioni del gabbiano, 1966,  p. 172.
- Emilio Salgari, Le Aquile della steppa, illustrazioni e coperta di Ergan, Milano, Fabbri, 1968,  p. 157.
- Emilio Salgari, Le Aquile della steppa, Milano, Vallardi, 1972,  p. 243.
- Emilio Salgari, Le Aquile della steppa, Torino, Einaudi, 1973,  p. 117.
- Emilio Salgari, Le Aquile della steppa, illustrazioni di Giacomo Alessandro Caula, Torino, Caula, 1973,  p. 225.
- Emilio Salgari, Le Aquile della steppa, Vicenza, Edizioni Paoline, 1975,  p. 229.
- Emilio Salgari, Le Aquile della steppa, illustrazioni di Arnaldo Tanghetti, Milano, Fabbri, 2003,  p. 202.
- Emilio Salgari, Le Aquile della steppa, a cura di Luciano Curreri, Milano, Greco e Greco, 2010,  p. 390, ISBN 978-88-7980-504-9.